# كايزا (كانتابريا)
بلدية كايزا (بالإسبانية: Cieza)‏، هي إحدى بلديات منطقة كانتابريا, المصنفة على أنها مقاطعة أيضاً، في شمال إسبانيا.
يبلغ عدد سكانها 678 نسمة وفقاً لإحصائية سنة (2002).